# Uncía (Potosí)
Uncía ist eine Stadt im Departamento Potosí im Hochland des südamerikanischen Anden-Staates Bolivien.

## Lage im Nahraum
Uncía ist zentraler Ort des Municipios Uncía und Hauptstadt der Provinz Rafael Bustillo. Die Stadt liegt auf einer Höhe von 3867 m über dem Meeresspiegel dreihundert Kilometer südlich des bolivianischen Regierungssitzes La Paz und einhundert Kilometer südöstlich der nächstgelegenen Großstadt, Oruro. Von Oruro aus ist Uncía auf einer gut ausgebauten Straße in etwa anderthalb Stunden zu erreichen.

## Geographie
Uncía liegt am Übergang des Hochlandes von Oruro in das Gebirge von Potosí. Die Stadt ist im Norden und Westen von Hochgebirgszügen der Cordillera Central begrenzt. Die Vegetation ist die der Puna, das Klima ein typisches Tageszeitenklima, bei dem die täglichen Temperaturschwankungen größer sind als die monatlichen Schwankungen.
Die mittlere Jahresdurchschnittstemperatur liegt bei 9 °C, die Monatsdurchschnittswerte schwanken zwischen knapp 5 °C im Juni/Juli und 11 °C von November bis März (siehe Klimadiagramm Uncía). Der Jahresniederschlag beträgt 370 mm und fällt vor allem in den Sommermonaten, die aride Zeit mit Monatswerten von maximal 10 mm dauert von April bis Oktober.

## Geschichte
Uncía liegt im Zentrum des bolivianischen Zinnbergbaus und ist durch eine 100 Kilometer Bahnlinie mit der Stadt Machacamarca auf dem Altiplano verbunden. Von hier aus beherrschte der Zinnbaron Simón I. Patiño in der ersten Hälfte des 20. Jahrhunderts sein Imperium und noch heute kann man hier Patiños Palast besichtigen, von dem aus der König der Zinnbarone sein Reich beherrschte.
Uncía war auch der Schauplatz blutiger Auseinandersetzungen zwischen dem Militär und den Minenarbeitern. So wurde in Uncía nach der Gründung der ersten bolivianischen Gewerkschaft am 1. Mai 1923 der nachfolgende Streik der Minenarbeiter mit einem Blutbad beendet, bei dem neun Mineros ums Leben kamen und fünfzig weitere verletzt wurden. Ein Konflikt jüngeren Datums zwischen Minenarbeitern und der Vista Gold Corporation forderte elf Todesopfer unter den Minenarbeitern und Kleinbauern am 30. Dezember 1996.

## Bevölkerung
Die Einwohnerzahl der Stadt ist seit der Blütezeit des Zinnbergbaus mit rund 10.000 Einwohnern deutlich zurückgegangen:
| Jahr | Einwohner | Quelle       |
| ---- | --------- | ------------ |
| 1992 | 7729      | Volkszählung |
| 2001 | 5709      | Volkszählung |
| 2012 | 8902      | Volkszählung |
| 2024 |           | Volkszählung |